# دوري الدرجة الأولى البوتاني 1996
دوري الدرجة الأولى البوتاني 1996 هو موسم من دوري الدرجة الأولى البوتاني. فاز فيه Drukpol FC ‏.